# Veste Oberhaus

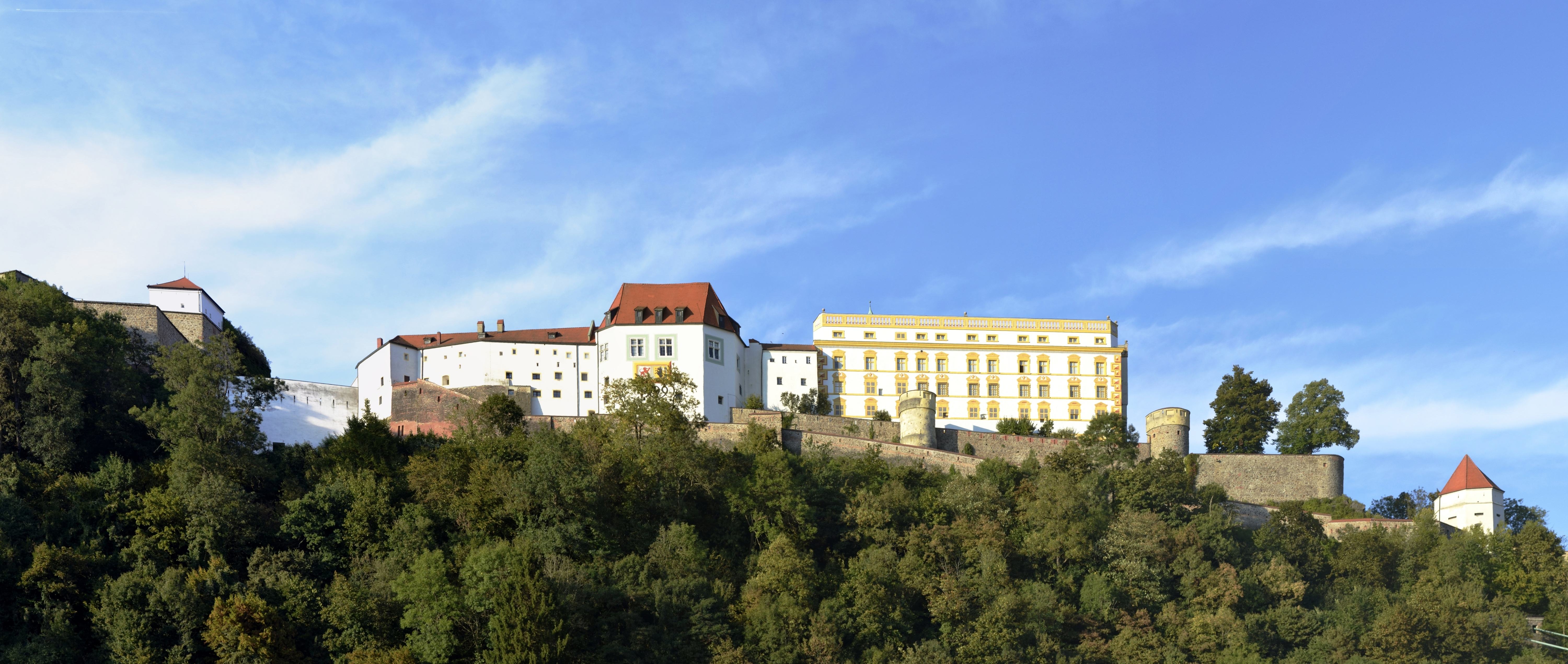
Veste Oberhaus

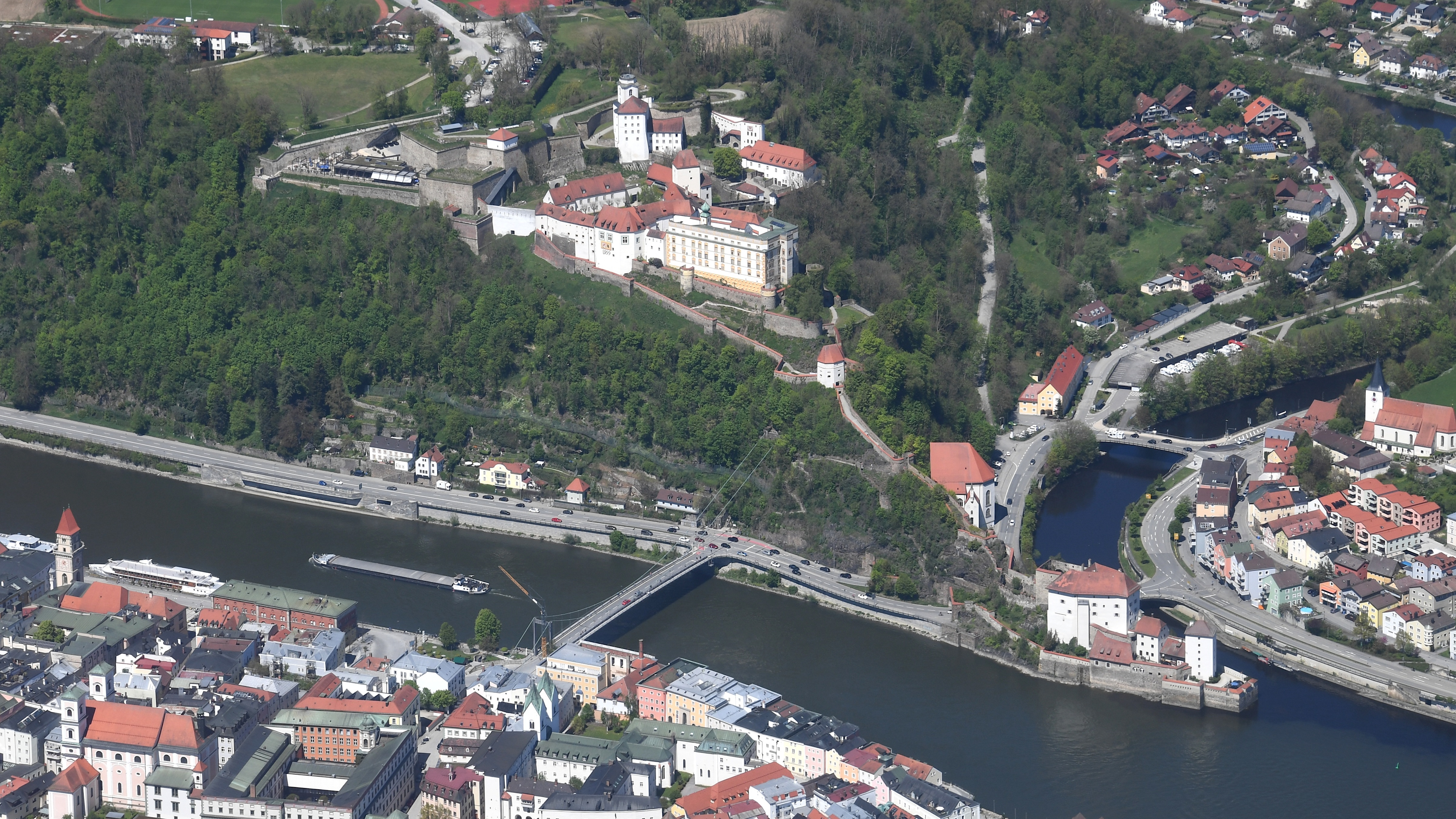
Luftbild der Veste Oberhaus (oben) und der Veste Niederhaus (rechts unten) mit dem die beiden Burgen verbindenden Wehrgang. Links oberhalb der Veste Niederhaus ist die Wallfahrtskirche St. Salvator zu sehen

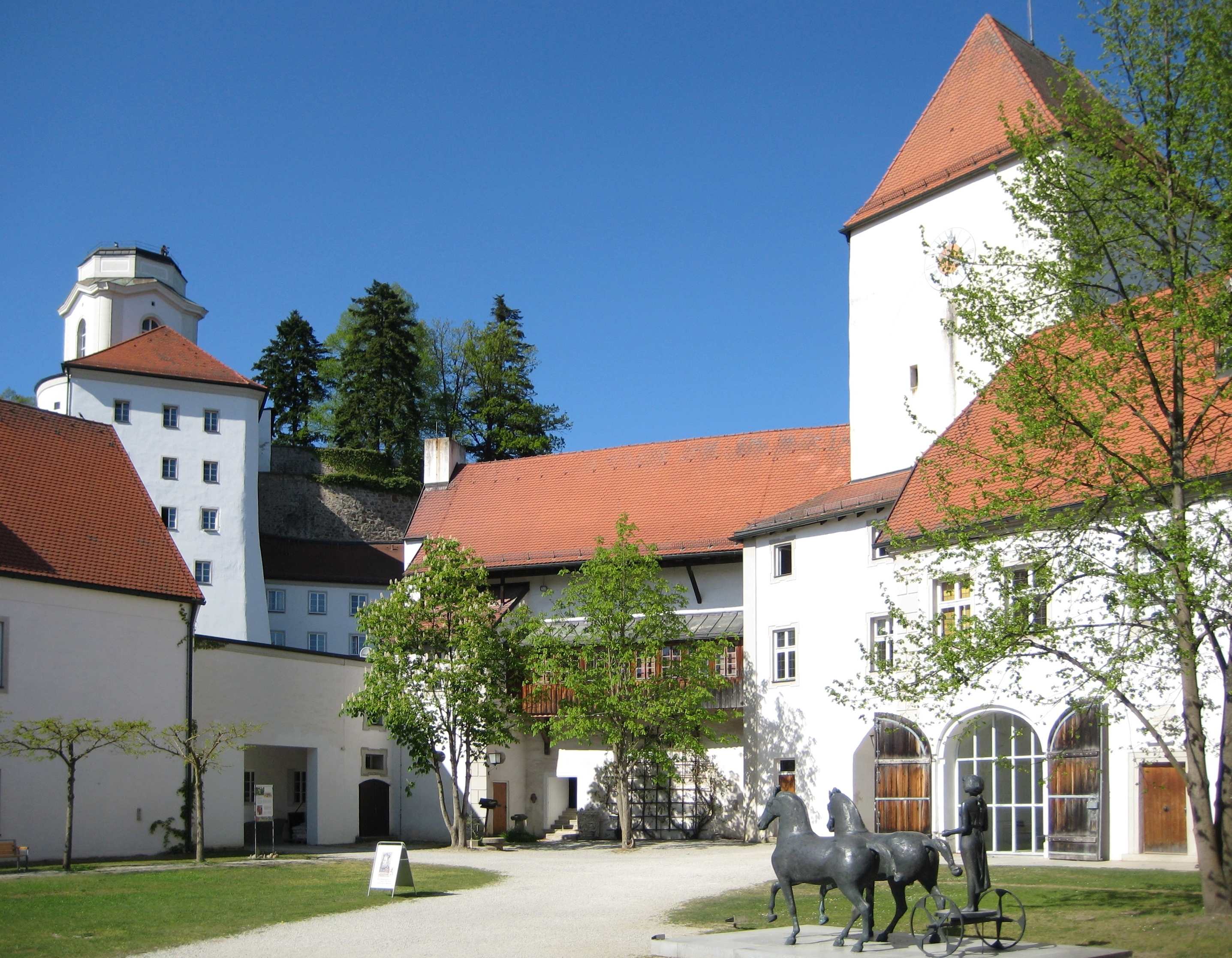
Innenhof der Veste Oberhaus

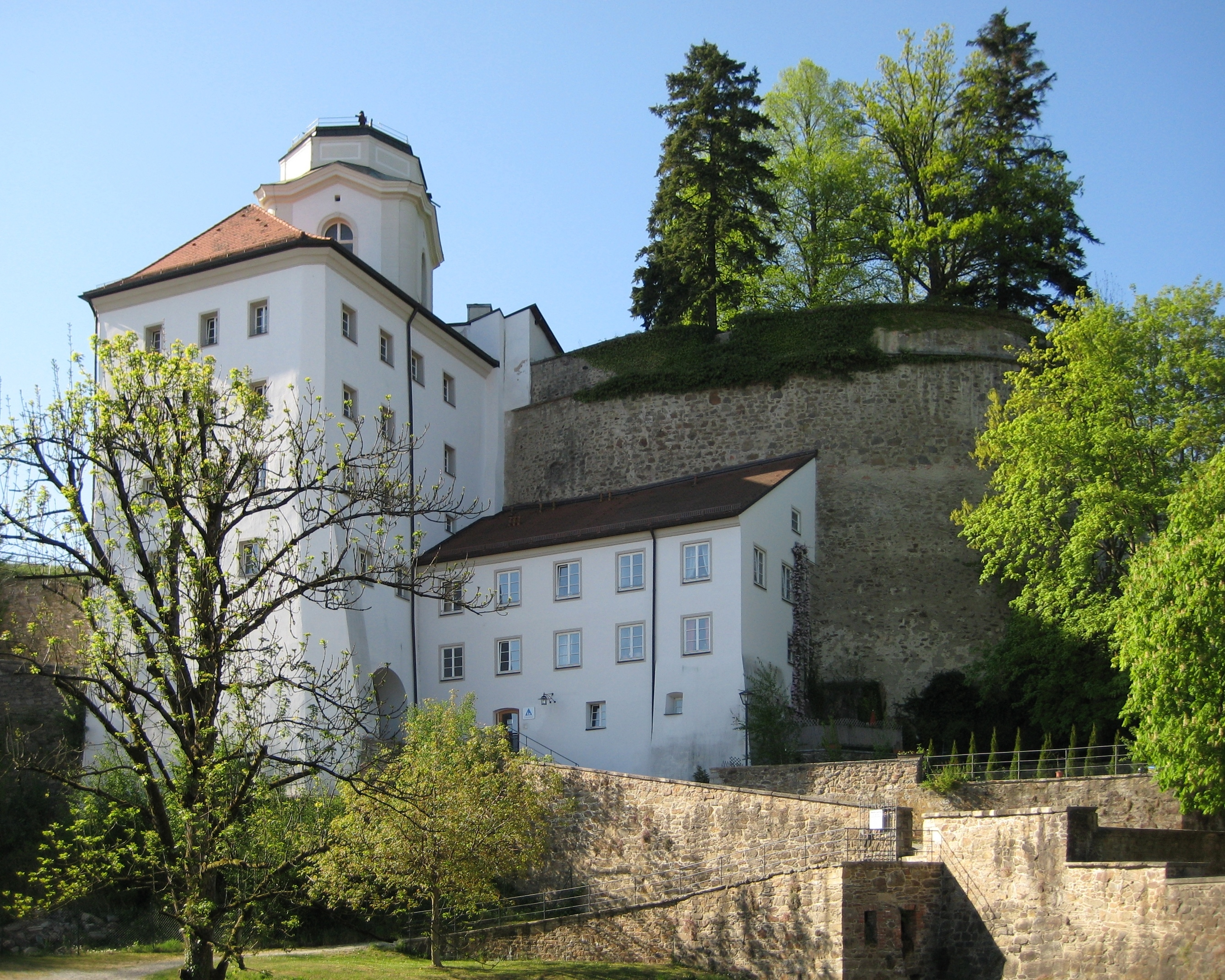
Blick zum Turm

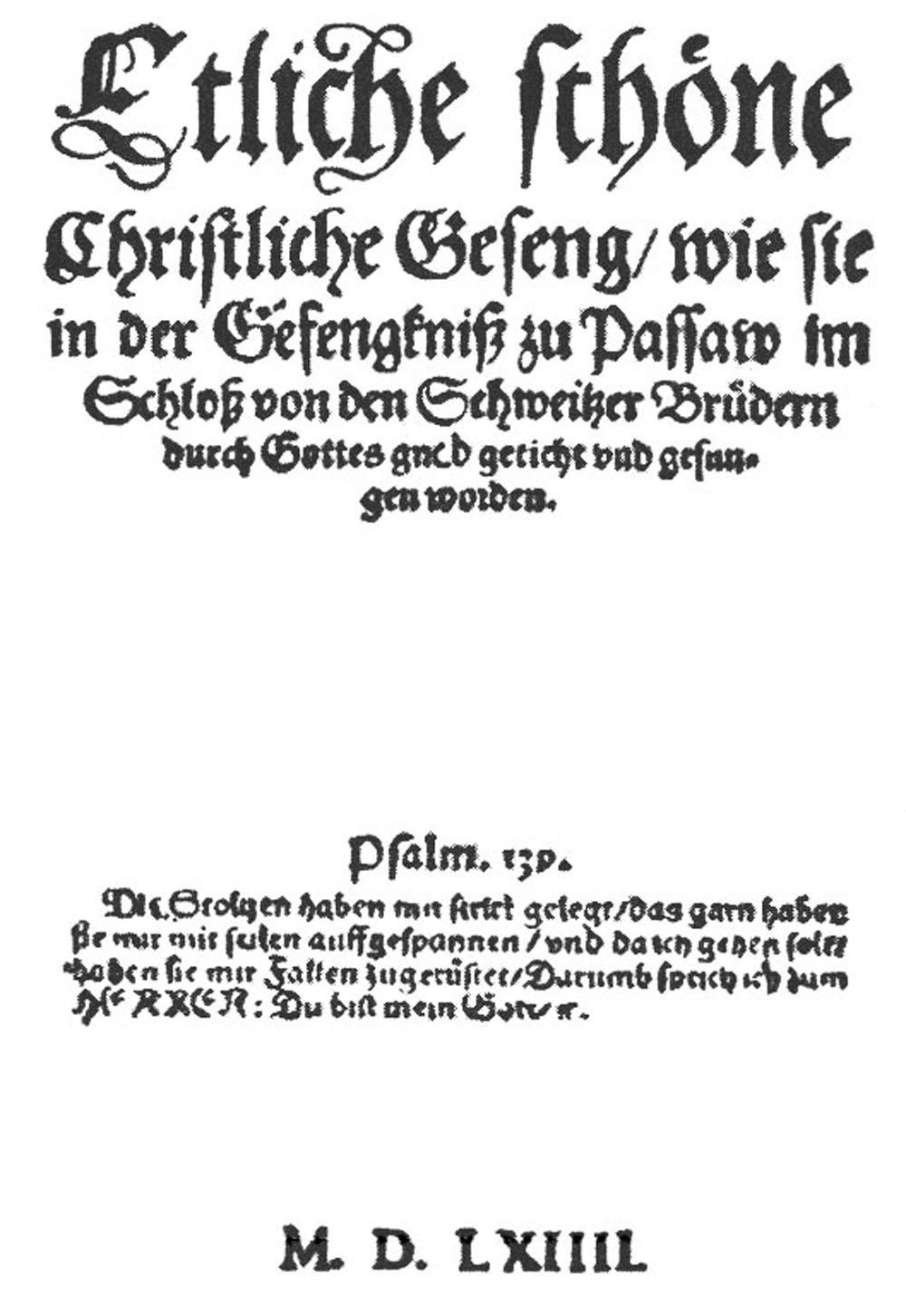
„Ausbund“ – Täuferisches Gesangbuch, entstanden im Kerker der Veste

Veste Oberhaus ist eine Burg auf der linken Seite der Donau, gegenüber der rechtsseitigen Altstadt von Passau. Gegründet im Jahr 1219, war sie für die meiste Zeit die Burg und Residenz des fürstlichen Bischofs vom Hochstift Passau. Die weit sichtbare Inschrift 1499 (mit der mittelalterlichen Schreibweise der 4 als halbe Ziffer 8) auf der Fassade zeigt nur eines der Baujahre der bis 1800 immer wieder erweiterten Burg. Die Anlage wird als Bodendenkmal unter der Aktennummer D-2-7446-0052 im Bayernatlas als „untertägige mittelalterliche und frühneuzeitliche Befunde und Funde im Bereich der Veste Oberhaus“ geführt. Ebenso ist sie unter der Aktennummer D-2-62-000-438 als Baudenkmal von Passau verzeichnet.

## Geschichte
Der Bau der Veste Oberhaus auf dem Georgsberg über Passau datiert auf das Jahr 1219. Sie wurde vom ersten Passauer Fürstbischof Ulrich II. um eine bereits vorhandene Georgskapelle errichtet. Die Burganlage sollte Ausdruck militärischer Stärke und zugleich Rückhalt sein für die 1217 erlangte Reichsfürstenwürde der Passauer Bischöfe. Des Weiteren sollte sie als Schutz vor äußeren und inneren Feinden dienen, so unter anderem gegen Passauer Bürger, die eine Reichsstadt errichten wollten.
Aufgrund der fortschreitenden Belagerungstechnik wurde die Festung über die Jahrhunderte ständig ausgebaut und erweitert, wodurch sie die Möglichkeit bietet, die Fortifikationskunst vom 13. bis zum 19. Jahrhundert zu studieren. Die wichtigsten Umbauten fanden unter den Fürstbischöfen Leonhard von Laiming, Christoph von Schachner, Wiguleus Fröschl von Marzoll, Urban von Trennbach und Johann Philipp von Lamberg statt. Sie bauten die Festung von einer gotischen Zwingburg, über einen Fürstensitz in der Frührenaissance, zu einem „Festen Hochschloss“ und schließlich, in Zeiten der Türkenbedrohung, zu einer repräsentativen Landesfestung aus.
Die Veste Oberhaus erlebte fünf Belagerungen zwischen 1250 und 1482, die allesamt erfolglos blieben. Zweimal, 1298 und 1367, waren es die Bürger von Passau, die versuchten, sich gegen den Bischof zu erheben.
Zwischen 1535 und 1540 waren im Kerker der Veste zahlreiche Anhänger der reformatorischen Täuferbewegung wegen ihrer Glaubensüberzeugungen inhaftiert. Während ihrer Haftzeit entstand der Ausbund, ein Gesangbuch, das noch heute in den Gottesdiensten der Amischen benutzt wird. Einige der Liederdichter verstarben in der Haftzeit, viele erlitten im Anschluss an den Kerkeraufenthalt den Märtyrertod. Anschließend wurde dort Ruprecht von Mosham wegen seiner religiösen Ansichten inhaftiert, der auf der Veste starb.
Mit der Säkularisation 1802 verlor der Bischof den Besitz. Napoleon I. benutzte die Festung in seinem Feldzug gegen Österreich. Sie wurde dem Verbündeten Bayern als Grenzfestung gegen Österreich zur Verfügung gestellt. 1805 ergab sich die Festung der österreichischen Armee. Nach dem Wiener Kongress wurde sie für fast ein Jahrhundert von der bayerischen Armee sowohl als Festung als auch ab 1822 als Staatsgefängnis für politische Gefangene und als Militärstrafanstalt benutzt. Bis 1918 war die Veste Oberhaus somit die gefürchtete „Bastille Bayerns“.
Die Stadt Passau kam 1932 in den Besitz der Anlage und richtete das Oberhausmuseum ein.

## Einrichtungen
Das Oberhausmuseum umfasst das Stadtmuseum, eine Gemäldegalerie und weitere Sammlungen mit Schwerpunkt auf Ostbayern und die Nachbarländer Böhmen und Österreich. Die barocke Vorfeld-Fortifikation wurde 1934 von den Nationalsozialisten durch den ersten Thing des Dritten Reiches ersetzt (nach dem Entwurf von Ludwig Moshamer). Die Burg beherbergt daneben noch ein Restaurant, einen Aussichtsturm im sogenannten Observationsturm aus dem 18. Jahrhundert, eine Sternwarte und eine Jugendherberge im sogenannten Generalsgebäude von 1597.

## Baubeschreibung
Die Anlage thront 105 Meter über dem Tal auf dem St. Georgsberg zwischen Donau und Ilz und ist beidseitig geschützt durch steile Hänge.
Unterhalb am Fluss und durch einen Wehrgang verbunden liegt die Veste Niederhaus.
Von der Ilzseite führt eine befahrbare Straße zur Burg hinauf.
Von der Schanzlbrücke über die Donau erreicht man die Burg zu Fuß über die Oberhausleiten-Stiege.
Das Ravelintor am Eingang der Anlage mit dem Wappen des Kardinals Johann Philipp von Lamberg stammt von 1703. Dahinter liegt das barocke Kronwerk, eine zwischen 1674 und 1740 angelegte Wallzone.
Die dahinterliegende zweite Verteidigungszone stammt vorwiegend aus dem 16. Jahrhundert.
Vom mittleren Befestigungsring führt die Burgstraße an der Hauptwache vorbei über die Brücke in die eigentliche Hauptburg.
Der Torturm am Zugang zeigt das Wappen des Fürstbischofs Leonhard von Laiming von 1440.
Die Gebäude um den äußeren Burghof stammen aus dem 16. Jahrhundert.
Im Inneren Burghof steht die Burgkirche St. Georg mit früh- und hochgotischen Fresken; sie ist noch älteren Datums als die Burg selbst.
Im Schachnerbau von 1500, an dem außen das weithin sichtbare Wappen- und Jahreszahl-Fresko von 1499 angebracht ist, befindet sich im oberen Stockwerk der repräsentative Rittersaal, der durch einen offenen Arkadengang mit Dürnitz- und Fürstentrakt aus dem 14. bis 17. Jahrhundert verbunden ist.
Im unteren Stockwerk des Schachnerbaus befinden sich Geschützbatterien.
Die so genannte Batterie Linde, eine von Wehrmauern umgebene Terrasse der Veste Oberhaus, bietet einen guten Aussichtspunkt auf das Dreiflüsseeck zwischen Inn, Donau und Ilz: von hier sind die unterschiedlichen Farben der drei Flüsse deutlich zu sehen.